# Saison 20 des Mystères de l'amour
Chronologie
Saison 19 Saison 21
Cet article présente la vingtième saison de la série télévisée française Les Mystères de l'amour.

## Synopsis de la saison
Bruno Valès est violemment assommé et piégé dans un incendie. Il se fera enlever quelques jours plus tard à l'hôpital par de vieilles connaissances d'Ingrid, dont une plus que bouleversante...
De son côté, Nicolas est aux anges car il revoit sa fille Zoé...

## Distribution

### Acteurs principaux (dans l'ordre d'apparition au générique)
- Hélène Rollès : Hélène Vernier
- Patrick Puydebat : Nicolas Vernier
- Laure Guibert : Bénédicte Breton
- Tom Schacht : Jimmy Werner
- Elsa Esnoult : Fanny Greyson
- Sébastien Roch : Christian Roquier
- Cathy Andrieu : Cathy Da Silva
- Philippe Vasseur : José Da Silva
- Laly Meignan : Laly Polleï
- Richard Pigois : John Greyson
- Frank Delay : Pierre Roussell
- Serge Gisquière : Peter Watson
- Macha Polikarpova : Olga Poliarva
- Carole Dechantre : Ingrid Soustal
- Marjorie Bourgeois : Stéphanie Dorville
- Magali Semetys : Marie Dumont
- Angèle Vivier : Aurélie Breton
- Tony Mazari : Hugo Sanchez (épisodes 1 à 13, supprimé du générique à partir de l'épisode 8)
- Charlène François : Sophie Grangier
- Lakshan Abenayake : Rudy Ayake
- Julie Chevallier : Béatrice Guttolescu
- Elliot Delage : Julien Da Silva
- Jean-Baptiste Sagory : Sylvain Pottier
- Benjamin Cotte : Nicky Vernier/McAllister
- Manon Schraen : Léa Werner

### Acteurs récurrents
- Manuela Lopez : Manuela Roquier, cousine de Christian
- Fabrice Deville : Arnaud de Wenzel
- Jonathan Caillat : Paul
- Swann Dupont : Alice, copine de Rudy
- Jean Luc Voyeux : Guéant
- Xavier Delarue : Bruno Valès
- Ziad Jallad : David Parsky
- Charlotte Marzo : Charly, cousine de Sylvain
- Salomé de Maat : Caroline
- Baptiste Nicol : Paco, ex copain d'Alice
- Christophe Chalufour : Matthieu
- Jean-Yves Thual : Yvan
- Sandrine Sengier : Tania Milau, ex-codétenue d'Ingrid
- Lisa Bettini : Pamela, fille de l'ancienne matonne
- Alba Guilera : Samantha, fille de l'ancienne matonne
- Stéphane Sacre : Samuel, nouveau copain de Julien
- Benoît Dubois : Victor, nouveau collaborateur du WaterSport

## Liste des épisodes
1. En famille
2. Love story
3. Macabres menaces
4. Mariage et paternité
5. La revenante
6. Retour princier
7. Vengeance d'outre-tombe
8. Des méthodes convaincantes
9. La vengeance d'une brune
10. Un nouvel amour
11. Règlements de comptes
12. La fin d'un mythe
13. Tel le phœnix
14. Coupez !
15. À livre ouvert
16. Complots
17. Chassés croisés dangereux
18. Tout près du but
19. Faux et usage de faux
20. Renaissances
21. Pour notre patrie
22. Nouveaux départs
23. Amour et mensonges
24. Méditation salutaire
25. Négociations difficiles
26. Le sacrifice d'un père

### Épisode 25:Négociations difficiles
- Épisode dédié à Ariane Carletti, décédée le mardi 3 septembre 2019.